# Kalar
Kalar (rusky Калар) je řeka na severu Zabajkalského kraje v Rusku. Je dlouhá 511 km. Povodí řeky má rozlohu 17 400 km². Na horním toku se nazývá Čina (rusky Чина).

## Průběh toku
Pramení na horském hřbetu Udokan. Prořezává si cestu skrze Kalarský hřbet a pak teče mezi ním na severu a hřbetem Jankan na jihu. Překonává mnohé peřeje. Ústí zprava do Vitimu (povodí Leny).

## Vodní režim
Zdrojem vody jsou převážně dešťové srážky. Zamrzá v polovině října a rozmrzá v polovině května.

## Ekonomické využití
Řeka je oblíbená zejména u vodáků, kteří se zde věnují plavbě na kajaku a raftingu.
Loví se zde zejména lipani, tajmeni a síhy.